# هنرييت جولي دي مورات
هنرييت جولي دي مورات ( ولدت في 14 اكتوبر من سنة 1668 في باريس وتوفيت بتاريخ 9 سبتمبر 1716 في شاتو دو لا بوزارديير) كاتبة فرنسية أرستقراطية عاشت في أواخر القرن السابع عشر،وكانت مرتبطة بحركة باروك بريزيوس ، وواحدة من الأعضاء الرائدين في الصالونات الفرنسية التي ابتكرت نوع القصص الخيالية.  كانت تعتبر جزءًا من les conteuses . 

## حياتها
قضت هنرييت جولي دي مورات معظم طفولتها في باريس بعد ولادتها هناك في 14 أكتوبر 1668 كانت أمها لويز ماري فوكو دي داوجنون من ليموزين، ابنة لويس فوكو، كونت داوجنون، وميشيل دي كاستيلنو من بيجور، العقيد وحاكم بريست، وابن جاك دي موفيسير، ماركيز دي كاستيلنو.  توفي والدها في 2 ديسمبر 1672، عندما كانت تبلغ من العمر أربع سنوات فقط، متأثرًا بجراحه التي أصيب بها أثناء الحرب الفرنسية الهولندية.   كان كل من صالون شارلوت روز دي كاومونت دي لا فورس و لويز دي بوسيني من أبناء عمومتها. 
وباعتبارها ابنة ماركيز، تم تقديمها رسميًا إلى بلاط فرساي في سنة 1686.   وفي عام 1691 تزوجت من نيكولاس دي مورات، كونت دي جيلبرتيز، عقيد فوج المشاة.    والذي كان متزوجًا سابقًا من ابنة عمها، ماري دي لا تور، التي توفيت عام 1688. 
منذ عام 1692، بدأت تحضر بشكل متكرر صالون آن تيريز دي مارغينا دي كورسيل، ماركيز دي لامبرت في شارع ريشيليو في قلب باريس.    هناك بدأت بالتواصل اجتماعيًا مع ماري كاثرين دالنوي ، وكاثرين برنارد ،  وماري جين ليريتييه دي فيلاندون، بالإضافة إلى أبناء عمومتها شارلوت روز كومونت دي لا فورس ولويز دي بوسيني، وسرعان ما بدأت في تقديم القصائد للمسابقات الأكاديمية والصالونية. 

## أعمال

### حكايات خرافية
- حكايات خرافية (1697)
  - لو بارفيه امور (الحب المثالي)
  - أنغويليت
  - Jeune et Belle (شاب وسيم)
- حكايات خرافية جديدة (1698)
  - قصر الانتقام (قصر الانتقام)
  - أمير الأوراق
  - Le Bonheur des moineaux (سعادة العصافير)، قصة شعرية
  - L'Heureuse Peine (العقاب المحظوظ)
- رحلة ريفية (1699)
  - Le Père et ses quatre fils ( الأب وأبناؤه الأربعة )
- قصص سامية ورمزية (1699)
  - الملك الخنزير ( الملك الخنزير )
  - جزيرة الروعة
  - لو سوفاج (الوحشي)
  - سمك التربوت
- جورنال بور مادموزيل دي مينو (1708)
  - النسر ذو المنقار الجميل
  - La Fée Princesse (الأميرة الجنية)
  - بيني بيرديو
  - L'Origine du hérisson (أصل القنفذ)
  - حكاية غير مكتملة بلا عنوان